# (466339) 2013 RS30
(466339) 2013 RS30 es un asteroide perteneciente al cinturón de asteroides, descubierto el 3 de septiembre de 2013 por el equipo Spacewatch desde el Observatorio Nacional de Kitt Peak (Arizona, Estados Unidos).